# Clyomys laticeps
Clyomys laticeps је врста глодара из породице бодљикави или чекињасти пацови (лат. Echimyidae).

## Распрострањење
Врста има станиште у Бразилу и Парагвају.

## Станиште
Станиште врсте су саване.

## Угроженост
Ова врста је наведена као последња брига, јер има широко распрострањење и честа је врста.